# Partit dels Democristians Estonians
El Partit dels Democristians Estonians (en estonià Erakond Eesti Kristlikud Demokraadid, EEKD), també conegut com a Unió Popular Cristiana Estoniana (Eesti Kristlik Rahvapartei, EKRP), va ser un partit polític estonià fundat el 1998 i d'inspiració demòcrata-cristiana. Al 2012 va ser declarat en fallida econòmica per un tribunal, provocant així la seva dissolució.
No estava representat al Riigikogu i mantenia uns 2.167 afiliats. El seu president era l'empresari Aldo Vinkel. Es tractava d'un partit cristià-conservador que s'oposava a la Constitució Europea i estava en contra de l'entrada d'Estònia a la Unió Europea. Era membre del Moviment Polític Cristià Europeu (EPCM).
A les eleccions legislatives estonianes de 2003 va obtenir l'1,1% del vot popular (5.275 vots) i cap escó. A les eleccions legislatives estonianes de 2007 va millorar a 9.443 (1,7%), però encara molt lluny del llindar del 5%.
A les eleccions als consells locals de 2002, la EKRP va ser elegit en 3 consells locals de 247 i obtingué 7 escons. A Kuressaare va obtenir un escó de 21 (5,6% dels vots, 294 vots), a Pihtla dos escons dels 11 (24,7% dels vots, 163 vots) i a Püssi 4 escons dels 13 (31,8% de la quota dels vots, 191 vots).
A les eleccions dels consells locals de 2005 l'EKRP van participar en les 13 eleccions locals de 227 i obtingué 3 escons. A tot el país, va recollir 1.799 vots que van representar el 0,36% del total dels vots. El Partit va guanyar un escó a Kuressaare (1 lloc de 21; 5,4% dels vots, 264 vots) i a Pihtla (2 escons d'11, 18,3% dels vots, 109 vots)

## Resultats electorals
| Any  | Vots   | %    | Escons  | +/- | Govern            |
| ---- | ------ | ---- | ------- | --- | ----------------- |
| 1999 | 11.745 | 2,43 | 0 / 101 | Nou | Extraparlamentari |
| 2003 | 5.275  | 1,07 | 0 / 101 | =   | Extraparlamentari |
| 2007 | 9,456  | 1,7  | 0 / 101 | =   | Extraparlamentari |
| 2011 | 2,934  | 0.51 | 0 / 101 | =   | Extraparlamentari |